# Galassia a spirale flocculenta
Una galassia a spirale flocculenta (con significato di lanosa, cotonosa, a "ciuffi") è una galassia a spirale nella quale i bracci di spirale appaiono discontinui e mal definiti rispetto alla loro classica architettura riscontrabile soprattutto nelle galassie grand design.
Circa il 30% delle galassie a spirale sono flocculente mentre il 60% ha una classica struttura a bracci multipli meglio definita e il 10% sono del tipo grand design.
Una possibile spiegazione della formazione delle galassie spirali flocculente attribuisce la discontinuità dei bracci di spirale a partire da regioni di formazione stellare che subiscono un allungamento in uno schema a spirale a causa della rotazione differenziale della galassia.
In alternativa, simulazioni suggeriscono che queste strutture possono essere il risultato di interazioni delle galassie con il mezzo intergalattico degli ammassi di galassie.

## Alcune galassie a spirale flocculente[3]
| Galassia | Tipo                            | Nome alternativo | Costellazione      | RA            | DEC          | Distanza (milioni a.l.) | Immagine |
| -------- | ------------------------------- | ---------------- | ------------------ | ------------- | ------------ | ----------------------- | -------- |
| M33      | NGC 598, Galassia del triangolo | SA(s)cd          | Triangolo          | 01h 33m 50.9s | +30° 39′ 36″ | 2,73                    |          |
| M63      | NGC 5055, Galassia Girasole     | SA(rs)bc         | Cani da Caccia     | 13h 15m 49.3s | +42° 01′ 46″ | 29,3                    |          |
| NGC 253  | PGC 2789                        | SAB(s)c          | Scultore           | 00h 47m 33.1s | -25° 17′ 19″ | 11,4                    |          |
| NGC 488  | UGC 907, PGC 4946               | SA(r)b           | Pesci              | 01h 21m 46.8s | +05° 15′ 24″ | 90                      |          |
| NGC 1784 | PGC 16716                       | SB(r)c           | Lepre              | 05h 05m 27.1s | -11° 52′ 18″ | 103                     |          |
| NGC 1961 | IC 2133, UGC 3334               | SAB(rs)c         | Giraffa            | 01h 10m 17.1s | +47° 37′ 41″ | 173                     |          |
| NGC 2403 | UGC 3918, PGC 21396             | SAB(s)cd         | Giraffa            | 07h 36m 51.4s | +65° 36′ 09″ | 8                       |          |
| NGC 2500 | UGC 4165, PGC 22525             | SB(rs)d          | Lince              | 08h 01m 53.2s | +50° 44′ 14″ | 33                      |          |
| NGC 2841 | UGC 4966, PGC 26512             | SA(r)b           | Orsa Maggiore      | 09h 22m 02.6s | +50° 58′ 35″ | 30                      |          |
| NGC 3521 | UGC 6150, PGC 33550             | SABbc            | Leone              | 11h 05m 48.6s | -00° 02′ 09″ | 30                      |          |
| NGC 3675 | UGC 6439, PGC 35164             | SA(s)b           | Orsa Maggiore      | 11h 26m 08.6s | +43° 35′ 09″ | 35                      |          |
| NGC 4237 | UGC 7315, PGC 39393             | SAB(rs)bc        | Chioma di Berenice | 12h 17m 11.4s | +15° 19′ 26″ | 53                      |          |
| NGC 4298 | UGC 7412, PGC 39950             | SA(rs)c          | Chioma di Berenice | 12h 21m 32.7s | +14° 36′ 22″ | 65                      |          |
| NGC 4414 | UGC 7539, PGC 40692             | SA(rs)c          | Chioma di Berenice | 12h 26m 27.1s | +31° 13′ 25″ | 62                      |          |
| NGC 5005 | UGC 8256, PGC 45749             | SAB(rs)bc        | Cani da Caccia     | 13h 10m 56.2s | +37° 03′ 33″ | 65                      |          |
| NGC 5033 | UGC 8307                        | SA(s)c           | Cani da Caccia     | 13h 13m 27.4s | +36° 35′ 38″ | 52                      |          |
| NGC 5584 | UGC 9201, PGC 51344             | SAB(rs)cd        | Vergine            | 01h 10m 17.1s | +47° 37′ 41″ | 72                      |          |
| NGC 6015 | UGC 10075, PGC 56219            | SA(s)cd          | Dragone            | 15h 51m 25.2s | +62° 18′ 36″ | 45                      |          |
| NGC 6643 | UGC 11218, PGC 61742            | SA(rs)c          | Dragone            | 18h 19m 46.4s | +74° 34′ 05″ | 63                      |          |
| NGC 7217 | UGC 11914, PGC 68096            | (R)SA(r)ab       | Pegaso             | 2h 07m 52.4s  | +31° 21′ 33″ | 50                      |          |
| NGC 7793 | PGC 73049                       | SA(s)d           | Scultore           | 23h 57m 49.8s | -32° 35′ 27″ | 12,7                    |          |